# Ligne de Saint-Pierre-d'Albigny à Bourg-Saint-Maurice
La ligne de Saint-Pierre-d'Albigny à Bourg-Saint-Maurice, également surnommée « ligne de la Tarentaise » du nom de la vallée qu'elle remonte, est un axe important des Alpes françaises, qui relie Saint-Pierre-d'Albigny (dans la combe de Savoie, sur l'axe de la Maurienne) à Bourg-Saint-Maurice.
Desservant l'une des plus grosses concentrations de stations de sports d'hiver au monde, elle est parcourue par de nombreux TGV l'hiver, qui s'ajoutent à des TER et à une trame légère de trains de fret locaux.
Elle constitue la ligne no 899 000 du réseau ferré national français.

## Histoire

### Origine
Le royaume de Piémont-Sardaigne avait concédé une ligne d'Ayton sur Annecy par Albertville à la Compagnie du chemin de fer Victor-Emmanuel par une loi du 15 août 1857. À la suite du rattachement de la Savoie à la France en 1860, la convention signée le 1er mai 1863 entre le ministre de l'Agriculture, du Commerce et des Travaux publics et la Compagnie du chemin de fer Victor-Emmanuel dégageait la compagnie de l'obligation de créer cette ligne. Cette convention est approuvée par décret le 27 mai 1863. 
La ligne entre Saint-Pierre-d'Albigny et Albertville est concédée à la Compagnie des chemins de fer de Paris à Lyon et à la Méditerranée (PLM) par une convention signée entre le ministre de l'Agriculture, du Commerce et des Travaux publics et la compagnie le 18 juillet 1868. Cette convention est approuvée par un décret impérial le 28 avril 1869.
La ligne entre Albertville et Moûtiers est déclaré d'utilité publique au titre de l'intérêt local et concédé au département de la Savoie par décret le 15 juin 1875. Selon les termes de conventions signées entre le conseil général de la Savoie et Monsieur Théodore de Saint-Pierre les 25 février 1873, 4 août 1874, et 6 avril 1875, la concession est rétrocédée à la compagnie représentée par ce dernier. La ligne d'Albertville à Moûtiers est intégré dans le réseau d'intérêt général par une loi le 2 avril 1880. Elle est concédée à titre définitif à la Compagnie PLM le 2 août 1886.

### Construction
Les 80 km de la ligne de la Tarentaise ont mis en tout 34 ans pour voir le jour, avec deux coupures dans les travaux de respectivement 14 et 20 ans. Alors que les contraintes auraient dû être purement techniques (la vallée de la Tarentaise étant en effet par endroits extrêmement encaissée), ce sont surtout des considérations politiques qui ont retardé les travaux.
En effet, au début des années 1880, l'Italie entre dans la Triple-Alliance suscitée par Otto von Bismarck alors premier chancelier de l’Empire allemand, vis-à-vis de laquelle les rancœurs liées à la dernière guerre sont encore bien présentes. Cette union entre l'Italie et la Prusse attire l'attention des autorités françaises en ce qui concerne la protection de la frontière des Alpes et la construction de la ligne gagne en priorité. Lorsque le chemin de fer arrive à Moûtiers en 1893, les volontés établies ne sont alors pas uniquement celle de la desserte locale de la vallée et très peu de temps après se pose déjà la question d'un prolongement vers Bourg-Saint-Maurice et la frontière située au col du Petit-Saint-Bernard. L'homme politique local et futur député Francis Carquet édite notamment une brochure Le percement du Petit-Saint-Bernard. Étude des avantages incontestables que présente la ligne du Petit-Saint-Bernard sur celles du Simplon et du Mont-Blanc considérées comme voies internationales (1880-81).
Mais les rapports franco-italiens se re-détendent à partir de 1896 et l'idée d'un prolongement vers la frontière n'est plus dans les priorités. La section de ligne de Moûtiers à Bourg-Saint-Maurice est concédée à la Compagnie PLM par une convention signée entre le ministre des Travaux publics et la compagnie le 24 janvier 1902. Cette convention est approuvée par une loi le 18 juillet 1902. La section de Moûtiers à Bourg-Saint-Maurice ne sera ouverte qu’en 1913.
Un projet de tunnel ferroviaire sous le col du Petit-Saint-Bernard avait même été élaboré pour se connecter à l'extrémité de la ligne d'Aoste à Pré-Saint-Didier dans le val d'Aoste, mais finalement jamais réalisé.

## Chronologie
- 27 octobre 1879 : de Saint-Pierre-d'Albigny à Albertville
- 1er juin 1893 : d'Albertville à Moûtiers
- 20 novembre 1913 : de Moûtiers à Bourg-Saint-Maurice
- 1988 : travaux d'électrification de la ligne[1]avec mise en service le 18 novembre de cette même année[11].
- 8 au 23 février 1992 : mise en service de trains spéciaux pour les Jeux Olympiques d'hiver d'Albertville

## Caractéristiques

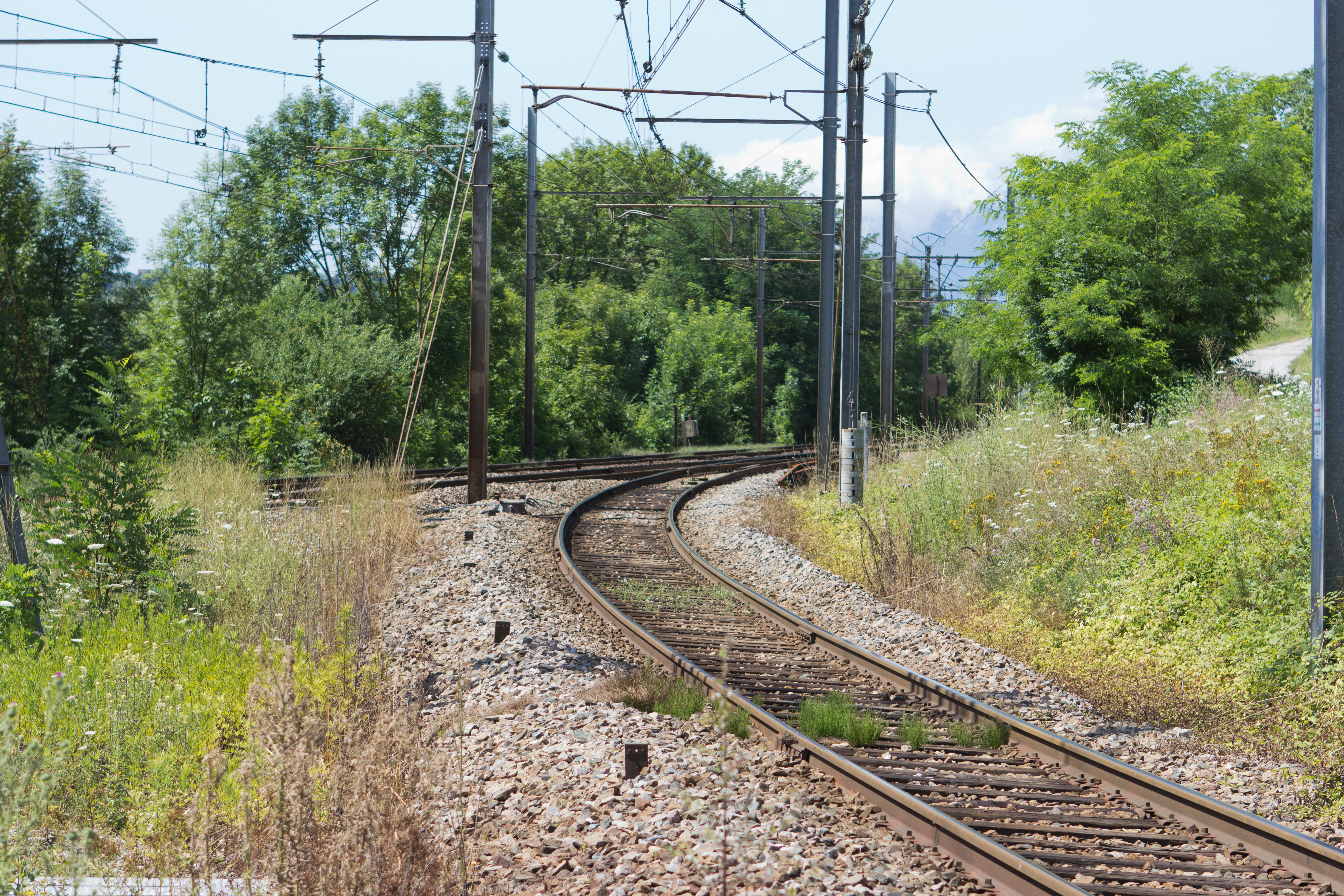
La ligne de la Tarentaise à droite, au point de bifurcation avec la ligne de la Maurienne.

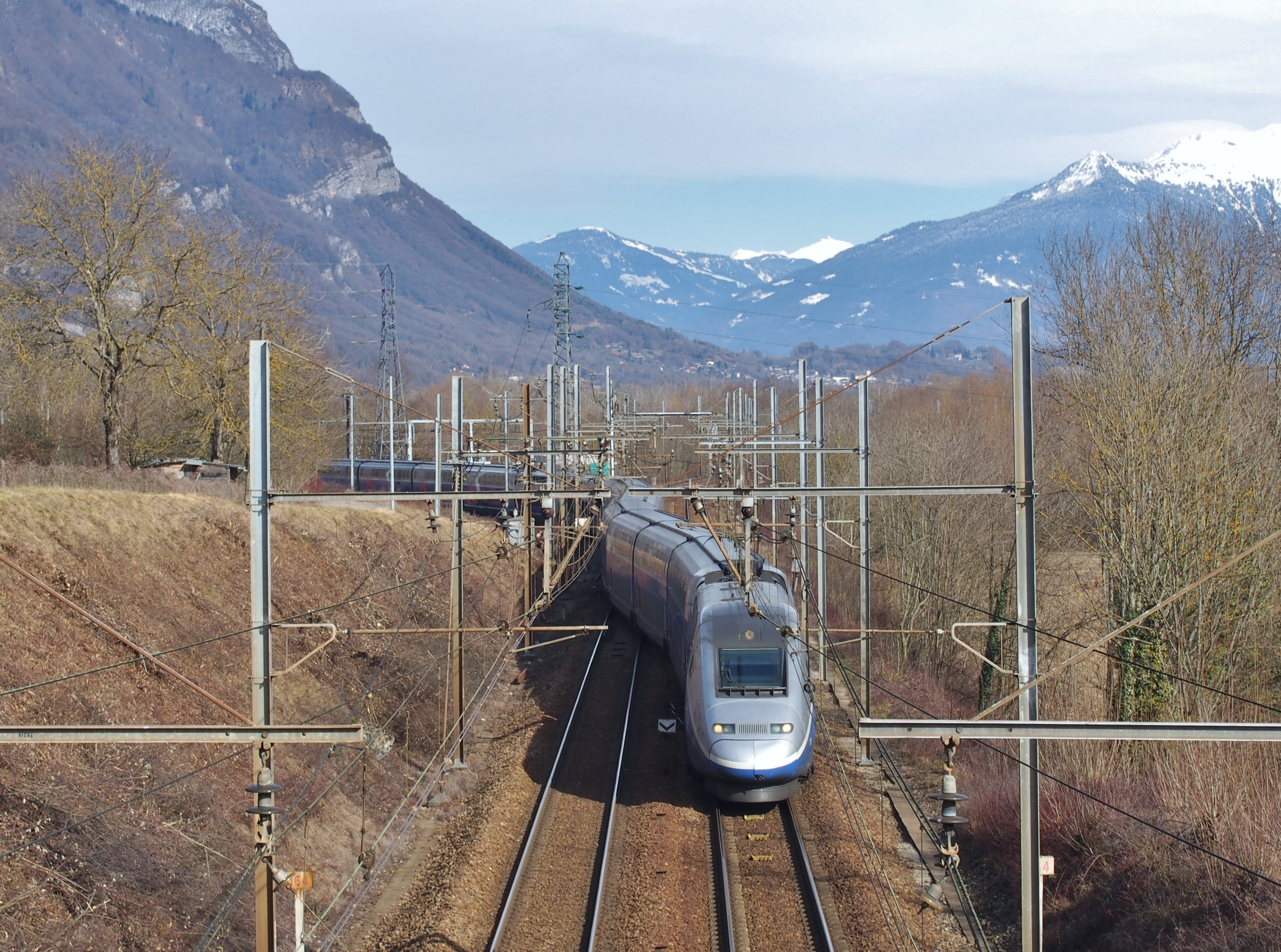
UM de TGV Duplex quittant la ligne de la Tarentaise à gauche et passant les trois aiguilles pour poursuivre sur la ligne à double voie venant de la Maurienne.

### Tracé
C'est une ligne de montagne à voie unique, mais compte tenu de la densité des circulations en saison touristique, outre les deux gares importantes d'arrêt général d'Albertville et Moutiers, des évitements permettent le croisement des rames montantes et descendantes à Grésy-sur-Isère, Frontenex, La Bâthie, Cevins, Notre-Dame-de-Briançon, Aigueblanche, Pomblière-Saint-Marcel, Centron, Aime-la-Plagne, et Landry.
Entre Albertville et Moûtiers, le tracé est relativement plat et rectiligne avec une déclivité maximale de 10 mm/m et un rayon minimal de courbe à 360 m, autorisant des vitesses atteignant 140 km/h. Entre Moûtiers et Bourg-Saint-Maurice en revanche, le tracé comporte plus de déclivités dont la plus importante est de 18 mm/m et le rayon minimal de courbes est compris entre 280 m et 300 m, des caractéristiques réduisant la vitesse limite à 80 km/h.
Du fait de sa situation en fond de vallée après Albertville, la ligne a subi de nombreux éboulements, notamment entre Moûtiers et Saint-Marcel. Le dernier gros éboulement remonte ainsi à avril 2015 et avait causé l'interruption de la circulation des trains entre Moûtiers et Bourg-Saint-Maurice pendant 4 mois pour dégagements des éboulis et remise en état de la voie.

### Électrification

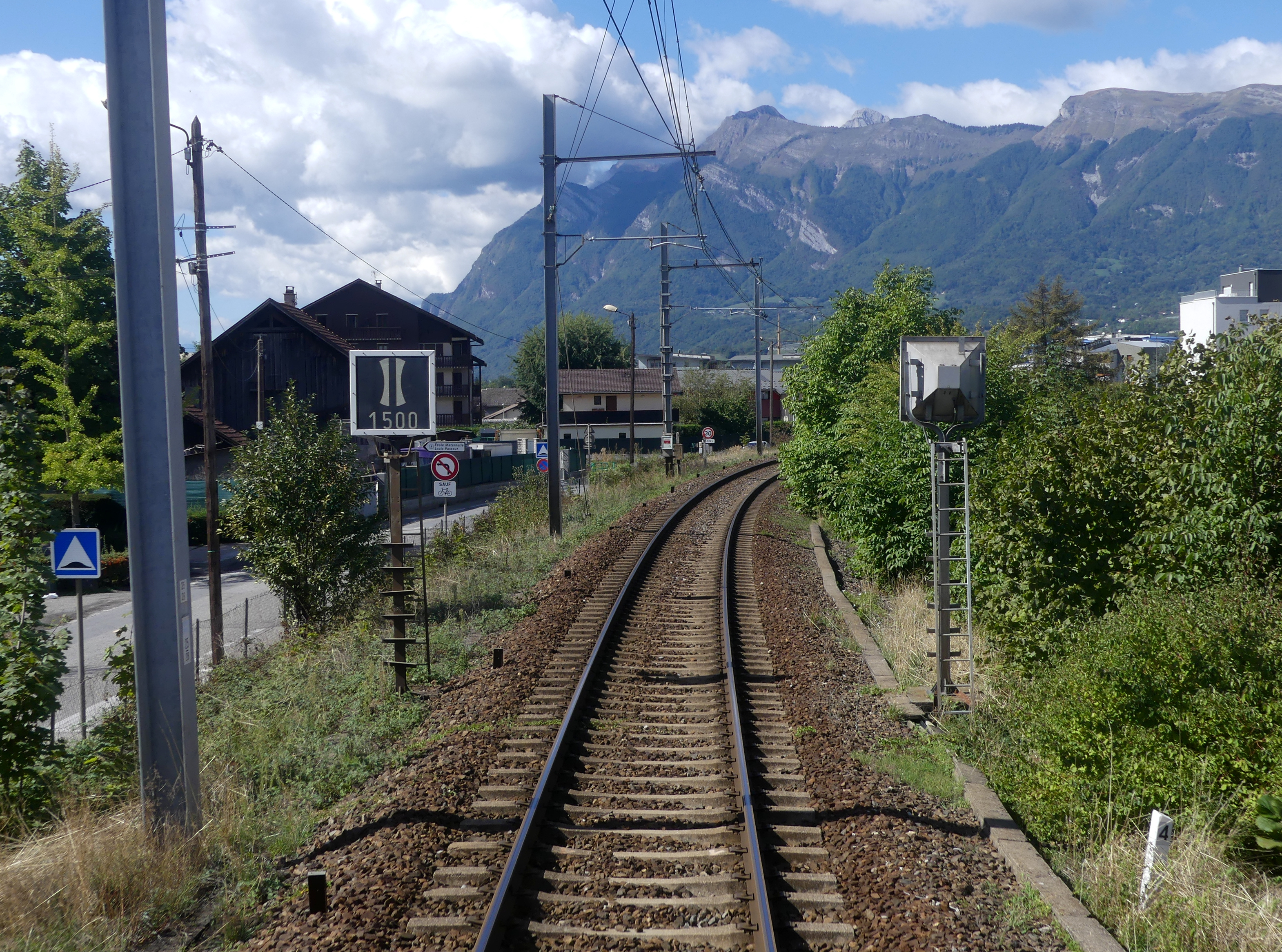
Passage de 25000 V à 1500 V dans le sens du retour à Albertville.

Pour le trafic voyageurs, en 1976, l'introduction des RGP réversibles a permis de réduire les inconvénients de la traction autonome en réduisant sensiblement le délai de rebroussement à Albertville et procurant un gain de temps de 23 minutes sur les liaisons directes entre Lyon et Bourg-Saint-Maurice par Saint-André-le-Gaz. La perspective des Jeux Olympiques d'hiver de 1992 entraînera une modernisation plus substantielle de la ligne  : à compter du service d'hiver 1988, elle sera entièrement électrifiée le 18 novembre de cette même année avec l'arrivée du TGV Sud-Est le 4 janvier 1989, les voies d'évitements dans les gares seront reconstruites, la signalisation sera rénovée et entièrement automatisée, etc.
La ligne possède les deux principaux systèmes d'électrification du réseau ferré en France :
- section de Saint-Pierre-d'Albigny à Albertville : 1 500 V continu[11], même tension que la ligne de la Maurienne à laquelle elle est reliée[11] ;
- section d'Albertville à Bourg-Saint-Maurice : 25 000 V alternatif[11].

Avant l'électrification, 2 locomotives Diesel BB 67000/300 du dépôt de Chambéry et BB 67400 dont l'établissement cité précédemment sera le premier à recevoir la première de série de ces dernières, jumelées étaient nécessaires pour affronter les fortes pentes de la ligne, le conditionnement des rames voyageurs (chauffage ou climatisation) et pour maintenir une vitesse constante des trains.

### Vitesses limites
Vitesses limites de la ligne en 2012 pour les autorails, les TGV et Z2 dans les deux sens de circulation (certaines catégories de trains, comme les trains de marchandises, possèdent des limites plus faibles) :
| De                              | À                   | Limite |
| ------------------------------- | ------------------- | ------ |
| St-Pierre-d'Albigny Bif. Km 1,8 | Km 16,7             | 100    |
| Km 16,7                         | Albertville         | 120    |
| Albertville                     | Km 34,7             | 140    |
| Km 34,7                         | Moûtiers - Salins   | 110    |
| Moûtiers - Salins               | Bourg-Saint-Maurice | 80     |

### Liste des gares
| Gare                             | Pk     | Altitude | Ouverture | Fermeture   | Observation                                               |
| -------------------------------- | ------ | -------- | --------- | ----------- | --------------------------------------------------------- |
| Saint-Pierre-d'Albigny           | 0,000  | 295 m    | 1876      |             | Année d'ouverture de la seconde gare, origine de la ligne |
| Fréterive                        | 6,135  | 296 m    | 1949      | Années 1970 |                                                           |
| Grésy-sur-Isère                  | 9,629  | 313 m    | 1879      |             |                                                           |
| Frontenex                        | 15,887 | 320 m    | 1879      |             |                                                           |
| La Rachy-Gilly                   | 20,601 | 331 m    |           | ?           |                                                           |
| Albertville                      | 23,625 | 338 m    | 1879      |             |                                                           |
| Tours-en-Savoie                  | 29,559 | 348 m    |           | 1990        |                                                           |
| La Bâthie                        | 32,891 | 362 m    | 1893      | 1994        |                                                           |
| Cevins                           | 36,877 | 382 m    | 1893      | 1993        |                                                           |
| Notre-Dame-de-Briançon           | 43,604 | 425 m    | 1893      |             |                                                           |
| Petit-Cœur-La Léchère            | 45,950 | 445 m    |           | 2010        |                                                           |
| Aigueblanche                     | 49,473 | 472 m    | 1893      | ?           |                                                           |
| Moûtiers-Salins-Brides-les-Bains | 51,659 | 479 m    | 1893      |             |                                                           |
| Pomblière-Saint-Marcel           | 57,229 | 554 m    | 1913      | ?           |                                                           |
| Centron                          | 61,663 | 605 m    | 1913      | ?           |                                                           |
| Aime-La Plagne                   | 66,556 | 662 m    | 1913      |             |                                                           |
| Landry                           | 73,935 | 743 m    | 1913      |             |                                                           |
| Hauteville-Gondon                | 77,055 | 776 m    | 1913      | ?           |                                                           |
| Bourg-Saint-Maurice              | 80,212 | 813 m    | 1913      |             |                                                           |

## Galerie de photographies

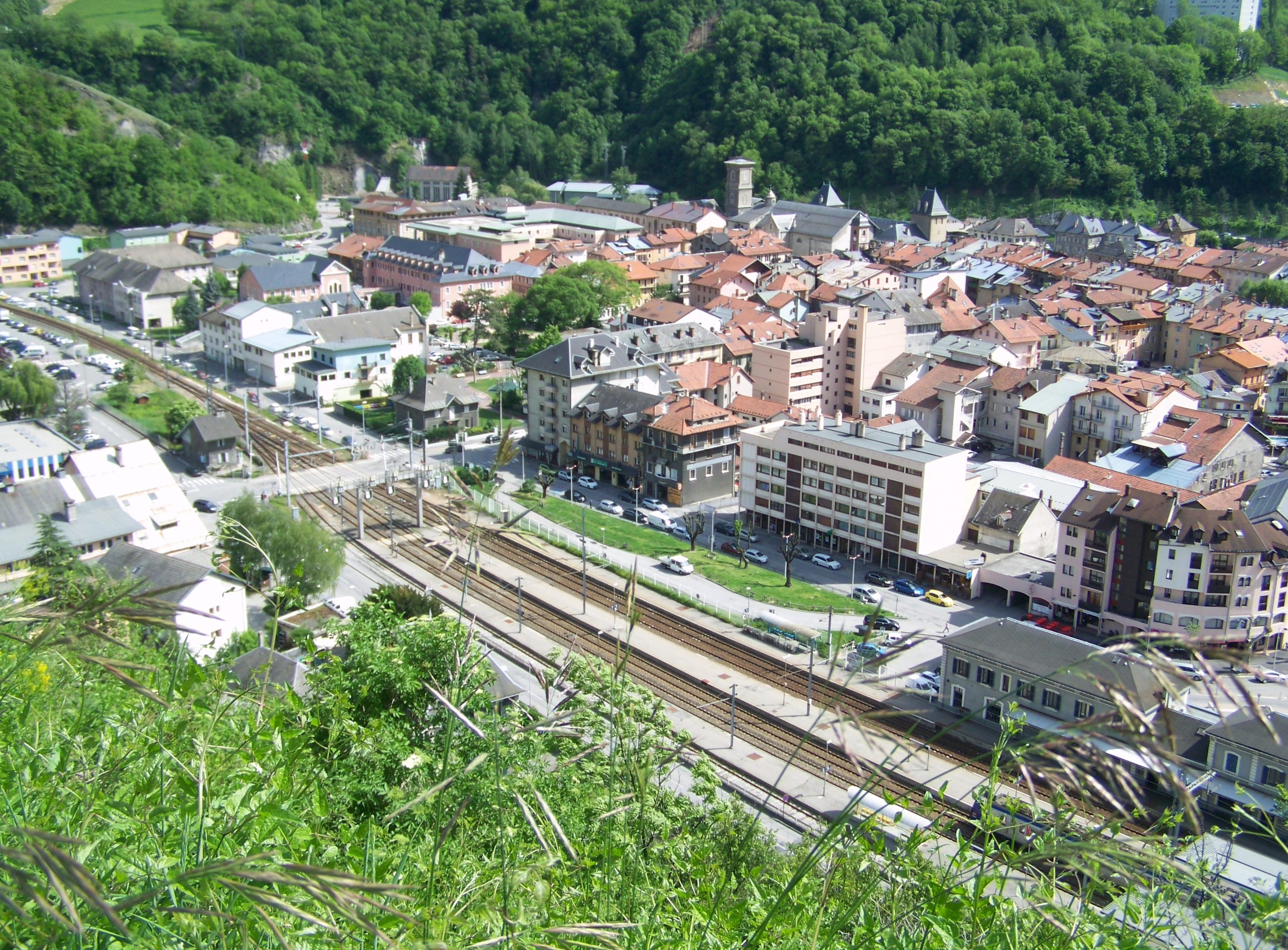
Vue de la ligne à sa sortie de la gare de Moûtiers à droite, en direction de Bourg-Saint-Maurice, avant le tunnel de la Boucle à gauche.
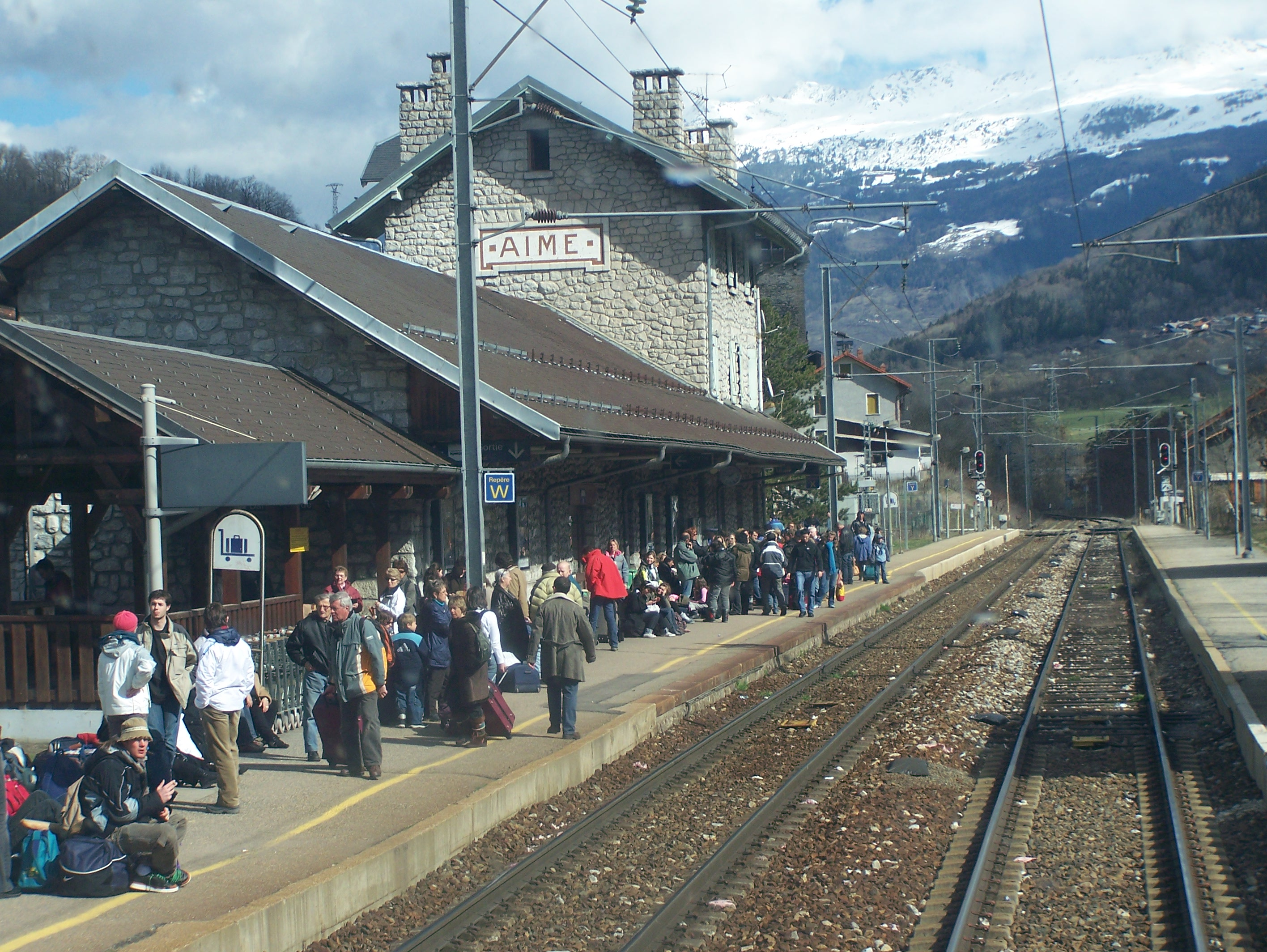
Voyageurs attendant une rame TGV en gare d'Aime-La Plagne, un samedi de retour des vacances d'hiver. Voie d'évitement à droite.
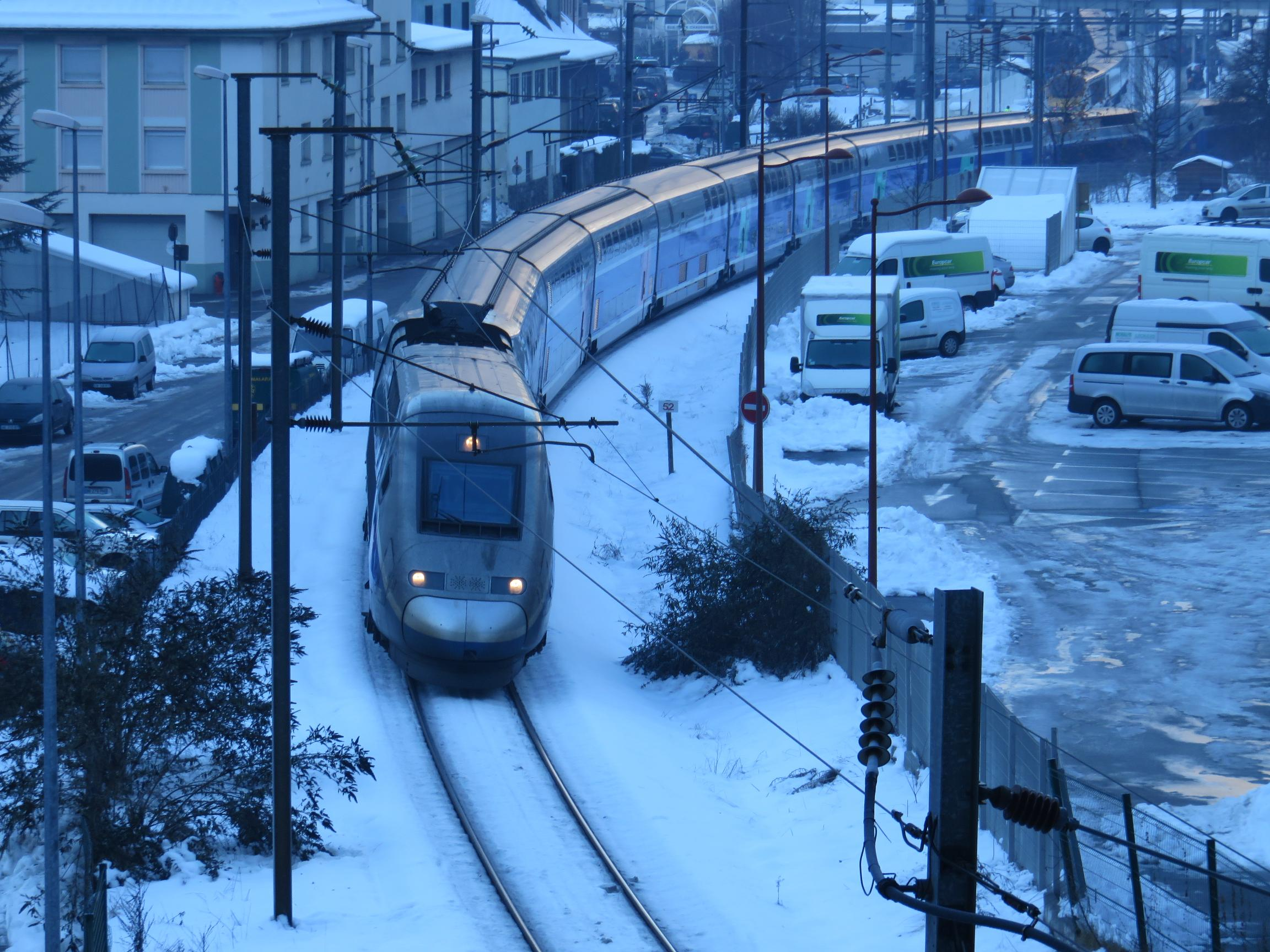
Un TGV Duplex quitte Moûtiers et monte vers Bourg-Saint-Maurice dans un paysage sous la neige.
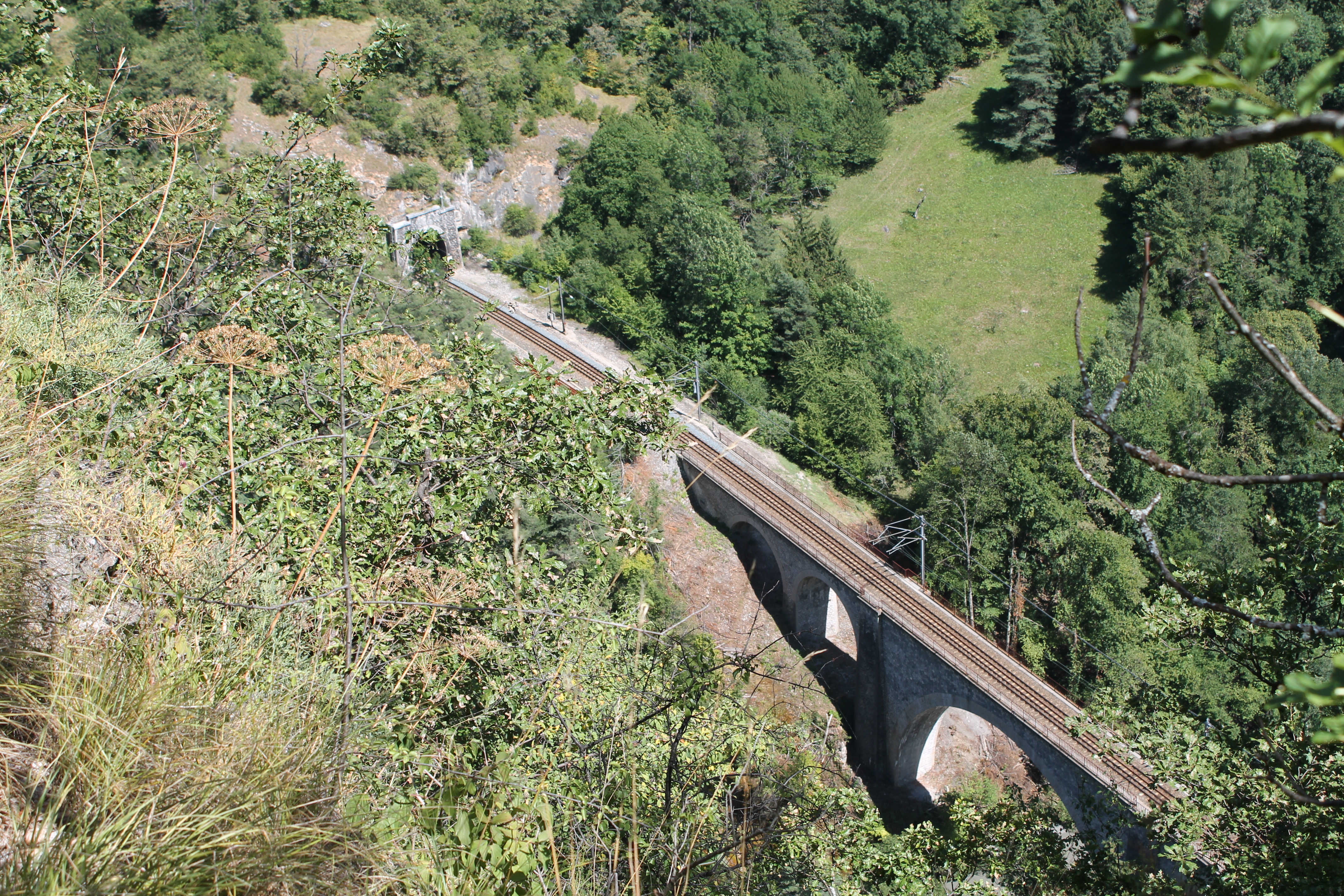
Viaduc des Plaines vu depuis le Roc Puppin.